# Miomantis nyassensis
Miomantis nyassensis är en bönsyrseart som beskrevs av Henri Saussure 1898. Miomantis nyassensis ingår i släktet Miomantis och familjen Mantidae. Inga underarter finns listade i Catalogue of Life.